# Spooky Wolf
Spooky Wolf è una serie animata comedy-investigation italiana prodotta da Movimenti Production e DogHead Animation con la partecipazione di Rai Kids, Kids Me e distribuita da Millimages. Ha debuttato il 13 marzo 2024 su Rai Gulp. È disponibile in streaming su RaiPlay. È prodotta e diretta da Giorgio Scorza e Davide Rosio. 

## Trama
Spooky Wolf, un lupo detective a FantaVille, un posto a metà tra realtà e fantasia (luogo dove è ambientata la serie) è assistito dai Tre Porcellini e Cherry,  decisamente sui generis. 
Solamente FantaVille, rende accettabile ogni personaggio improbabile, a riportare la pace ci penserà l'unico investigatore lupo di FantaVille, Spooky Wolf.

## Personaggi
- Spooky Wolf, voce di Paolo De Santis. È un lupo viola con gilet arancione e maglietta a righe bianche e verdi. È l'unico investigatore lupo di FantaVille. Viene assistito dai Tre Porcellini e Cherry.
- Grunt. È un maialino specializzato nell'azione e assistente di Spooky.
- Jane Bon. È una maialina scienziata, assistente di Spooky.
- Pigrow. Assistente di Spooky. Pigrow sembrerebbe sprovvisto di particolari abilità ma si dimostra capace di trovate geniali.
- Cherry, un'adolescente con cappelli rossi, felpa rossa, pantaloncini grigi e stivali rossi. È l'assistente di Spooky.

## Episodi
| n° | Titolo                              | Prima TV      |
| -- | ----------------------------------- | ------------- |
| 1  | Il ladro di bocche                  | 13 marzo 2024 |
| 2  | Cercasi mare disperatamente         |               |
| 3  | La terribile linea                  |               |
| 4  | Il finale senza finale              |               |
| 5  | Bijoux, dove sei?                   |               |
| 6  | Che fine ha fatto Principessa Prom? |               |
| 7  | La voce                             |               |
| 8  | La moneta da un gigamiliardone      |               |
| 9  | Casa dolce casa                     |               |
| 10 | Caldo caldissimo                    |               |
| 11 | Muuu!                               |               |
| 12 | La collezione perduta               |               |
| 13 | Buon Natali                         |               |
| 14 | Piano solo                          |               |
| 15 | Ordine pericoloso                   |               |
| 16 | Gravità zero                        |               |
| 17 | Il derby di Fantaville              |               |
| 18 | Una pizza che si chiama desiderio   |               |
| 19 | Rune letali                         |               |
| 20 | Sfida all'ultimo ballo              |               |
| 21 | Doppioni                            |               |
| 22 | Dente per dente                     |               |
| 23 | Re Spooky                           |               |
| 24 | Maledizione in bianco e nero        |               |
| 25 | Senza parole                        |               |
| 26 | Svegliati Spooky!                   |               |

## Produzione
La serie è stata annunciata nel giugno del 2023. La serie è stata poi presentata in anteprima il 18 dicembre 2023.
La serie è prodotta da Movimenti Production e DogHead Animation, con la partecipazione di Rai Kids e Kids Me. E' diretta da Giorgio Scorza e Davide Rosio.

## Distribuzione
La serie ha debuttato il 13 marzo 2024 su Rai Gulp. È disponibile in streaming su RaiPlay.
E' distribuita da Millimages.

## Accoglienza
Antonio Cuomo di Movieplayer ha scritto: "Si tratta di una produzione rivolta a un pubblico giovane che fa quello che ogni titolo del genere dovrebbe fare: divertire e coinvolgere anche gli adulti che la guardano. Come chi scrive, che non riesce a togliersi dalla testa un paio di battute e situazioni che denotano una geniale e folle creatività."